# استانداری قزوین
استانداری قزوین یک نهاد مرتبط سازمان امور اداری کشور و نماینده دولت جمهوری اسلامی ایران در استان قزوین است که در شهر قزوین واقع شده است.

## مدیریت
استان قزوین یکی از ۳۱ استان ایران است و در بخش شمال غربی ایران واقع شده است. این استان با دارا بودن تنها ۱ درصد از مساحت کشور نزدیک به ۸ درصد در اقتصاد و تولیدات ایران نقش دارد. همچنین مساحت این استان حدود ۱۵٬۸۲۰ کیلومتر مربع است.

### فرمانداری‌ها
| فرمانداری           | بخشداری‌های وابسته                                                                                  | وبگاه                 |
| ------------------- | -------------------------------------------------------------------------------------------------- | --------------------- |
| فرمانداری قزوین     | بخشداری مرکزی قزوین بخشداری رودبار الموت بخشداری رودبار الموت غربی بخشداری طارم سفلی بخشداری کوهین |                       |
| فرمانداری البرز     | بخشداری مرکزی البرز بخشداری محمدیه                                                                 |                       |
| فرمانداری تاکستان   | بخشداری مرکزی تاکستان بخشداری اسفرورین بخشداری خرمدشت بخشداری ضیاءآباد                             | takestan.ostan-qz.ir  |
| فرمانداری آوج       | بخشداری مرکزی آوج بخشداری آبگرم                                                                    | avaj.ostan-qz.ir      |
| فرمانداری بوئین‌زهرا | بخشداری مرکزی بوئین‌زهرا بخشداری دشتابی بخشداری رامند بخشداری شال                                   | buinzahra.ostan-qz.ir |
| فرمانداری آبیک      | بخشداری مرکزی آبیک بخشداری بشاریات                                                                 | abyek.ostan-qz.ir     |

## بودجه استانی
استان قزوین در سال ۱۳۹۹، ۲۶۵۲ میلیارد تومان درآمد و ۲۶۵۳ میلیارد تومان هزینه داشته است. استان قزوین در سال ۱۳۹۹، ۱/۴ درصد از بودجه کشور را به خود اختصاص داده بود.
استان قزوین در سال ۱۴۰۲، ۲/۳ درصد از بودجه کشور را به خود اختصاص داده بود.